# Geneva-on-the-Lake

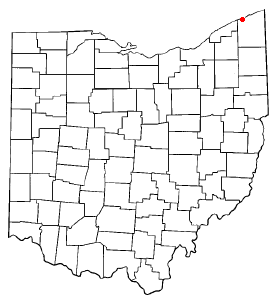
Geneva-on-the-Lake na planie stanu Ohio

Geneva-on-the-Lake – wieś w USA, w stanie Ohio.
Liczba mieszkańców w 2010 roku wynosiła 1288, a w roku 2012 wynosiła 1270.